# اکستر (حوزه سرشماری)، نیوهمپشایر
اکستر (به انگلیسی: Exeter) یک منطقهٔ مسکونی در ایالات متحده آمریکا است که در اکسیتر، نیوهمپشایر واقع شده است. اکستر ۱۱٫۸ کیلومتر مربع مساحت و ۹٬۲۴۲ نفر جمعیت دارد و ۶٫۱ متر بالاتر از سطح دریا قرار دارد.